# Rives-du-Fougerais
Rives-du-Fougerais ist eine französische Gemeinde mit 1.504 Einwohnern (Stand: 1. Januar 2022) im Département Vendée in der Region Pays de la Loire. Sie gehört zum Arrondissement Fontenay-le-Comte und ist Mitglied im Gemeindeverband Communauté de communes du Pays de la Châtaigneraie.

## Gemeindegliederung

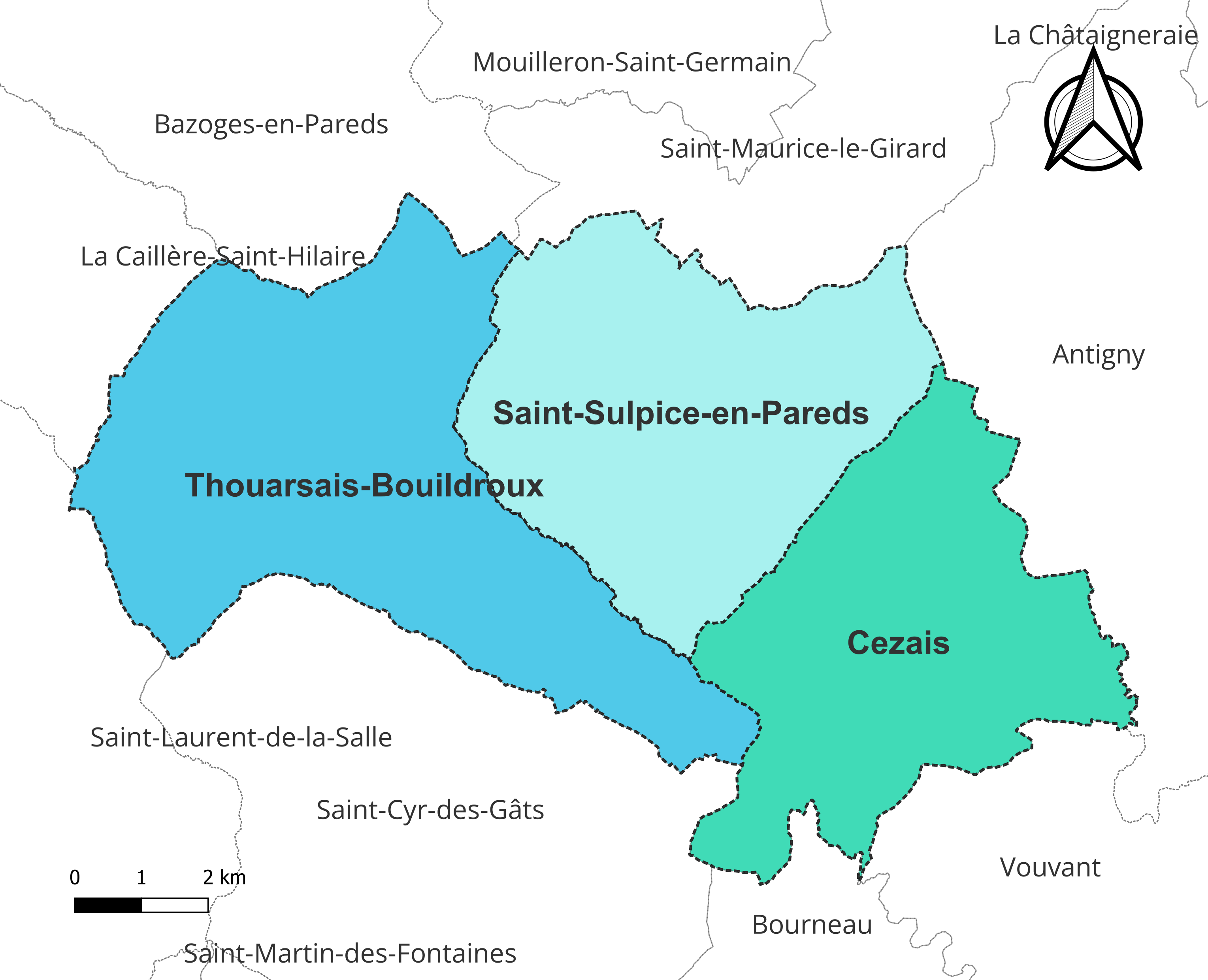
Gemeindegliederung

Rives-du-Fougerais entstand mit Wirkung vom 1. Januar 2024 als Commune nouvelle durch Zusammenlegung der bis dahin selbstständigen Gemeinden Cezais, Saint-Sulpice-en-Pareds und Thouarsais-Bouildroux, die fortan den Status von Communes déléguées besitzen. Der Verwaltungssitz befindet sich in Thouarsais-Bouildroux.
| Commune déléguée                        | Ehemaliger INSEE-Code | PLZ   | Fläche (km²) | Einwohnerzahl (2022) |
| --------------------------------------- | --------------------- | ----- | ------------ | -------------------- |
| Thouarsais-Bouildroux (Verwaltungssitz) | 85292                 | 85410 | 17,37        | 775                  |
| Cezais                                  | 85041                 | 85410 | 12,22        | 299                  |
| Saint-Sulpice-en-Pareds                 | 85271                 | 85410 | 13,33        | 430                  |

## Geografie
Rives-du-Fougerais liegt in der Région naturelle Bocage vendéen etwa 42 Kilometer ostsüdöstlich von La Roche-sur-Yon und etwa 18 Kilometer nordnordwestlich von Fontenay-le-Comte. Das Gemeindegebiet wird vom Petit-Fougerais von Nordwest nach Südost durchströmt. Er mündet weiter südlich in die Mère, die abschnittsweise die natürliche Grenze zur östlichen Nachbargemeinde Antigny bildet. Zuflüsse des Petit-Fougerai in der Gemeinde sind der Ruisseau de la Chervinière, der Ruisseau du Verger und weitere kleinere Fließgewässer. Das Gemeindegebiet wird außerdem vom Cep, vom Ruisseau du Gué de la Blancharde und vom Arkanson entwässert.
Umgeben wird Rives-du-Fougerais von den acht Nachbargemeinden:
| La Caillère-Saint-Hilaire | Bazoges-en-Pareds Saint-Maurice-le-Girard   |         |
|                           | Kompassrose, die auf Nachbargemeinden zeigt | Antigny |
| Saint-Laurent-de-la-Salle | Saint-Cyr-des-Gâts Bourneau                 | Vouvant |

## Sehenswürdigkeiten
| Name                                | Ort                     | Bemerkungen | Bild |
| ----------------------------------- | ----------------------- | --- | ---- |
| Kirche Notre-Dame-de-l’Assomption   | Thouarsais-Bouildroux   | 14. Jahrhundert |      |
| Kirche Saint-Martin                 | Thouarsais-Bouildroux   | 14. Jahrhundert |      |
| Kirche Saint-Hilaire                | Cezais                  | 12. Jahrhundert, seit 1989 als Monument historique eingeschrieben                                                        |      |
| Schloss, genannt „La Cressonnière“  | Cezais                  | 16. Jahrhundert, Torgebäude seit 1930 als Monument historique eingeschrieben                                             |      |
| Ehemaliges Herrenhaus des Seigneurs | Cezais                  | Frühes 15. Jahrhundert mit Erweiterungen im 16. und im 18. Jahrhundert, seit 2010 als Monument historique eingeschrieben |      |
| Kirche Saint-Sulpice                | Saint-Sulpice-en-Pareds | 14./15. Jahrhundert |      |
| Schloss La Mothe                    | Saint-Sulpice-en-Pareds | 15./16. Jahrhundert |      |

## Bildung
Die Gemeinde verfügt über 
- eine private Vor- und Grundschule (École primaire) im Ortsteil Thouarsais-Bouildroux und
- eine öffentliche Vor- und Grundschule im Ortsteil Saint-Sulpice-en-Pareds.[2]

## Wirtschaft
Rives-du-Fougerais liegt in den Zonen AOC der Butter mit den Appellationen
- Beurre Charentes-Poitou,
- Beurre des Charentes und
- Beurre des Deux Sèvres.[3]

## Verkehr
Die Gemeinde liegt fernab größerer Verkehrsachsen. Die Departementsstraße 19 verbindet das Zentrum im Nordwesten mit La Caillère-Saint-Hilaire, im Nordosten mit Saint-Maurice-le-Girard. Die Departementsstraße 31 führt über Saint-Sulpice-en-Pareds in südöstlicher Richtung nach Vouvant, die Departementsstraße 63 in nordöstlicher Richtung nach Antigny. Weitere Land- und lokale Departementsstraßen verbinden die Gemeinde mit den anderen Nachbargemeinden.